# Johanna zu Lahde
Johanna zu Lahde war ab dessen Gründung im Jahr 1265 die erste Priorin des Dominikanerinnen-Klosters in Lahde. 
Sie war nach dem Tod ihres Ehemannes, einem Edelmann, in den im Jahr 1252 gegründeten Dominikanerinnen-Konvent Paradies vor Soest eingetreten; dieser Konvent war das erste von den Dominikanern gegründete Frauenkloster in Westfalen.
Ob sie ununterbrochen bis ins Jahr 1299 als Priorin tätig war, denn in diesem Jahr wird erstmals Berta namentlich als Priorin erwähnt, ist unsicher. Gertrud Marten nennt als letzten urkundlichen Nachweis für sie das Jahr 1282/3. Da in einer Urkunde vom 29. September 1291 des Klosters Nendorf Schwester Berta (über die außer ihrem Vornamen praktisch nichts bekannt ist) an erster Stelle angesprochen wird, sieht Cornelia Halm diese „bereits 1291 faktisch als Vorsteherin des Klosters“. Möglich ist zudem das es der Amtszeit von Johanna Unterbrechungen gab. Für Berta ist dies bekannt: In ihrer Amtszeit (von 1299 bis 1316) sind mindestens zwei andere Priorinnen belegt.
Über Johannas Biographie ist weiter nichts bekannt, aber die von der damaligen Priorin Henrica v. d. Bussche beauftragte Lemgoer Klosterchronik von Ernst Backhaus aus dem Jahr 1531 berichtet über ihr Wirken für das Kloster: „Wie fromm und klug sie das Kloster regierte und ausschmückte, sieht man an den Kleinodien, Paramenten und dem Schwesternchor; / … / Es zeigt sich am reichen Altarschmuck und den Ausstattungsstücken des Lemgoer Klosters, die infolge der Überführung dorthin gebracht worden sind, und besonders in einem Teppich …“
Auf diesem vermutlich aus dem letzten Viertel des 13. Jahrhunderts stammenden und im Original verlorenen aber wieder rekonstruierten Bildteppich sind die Vorgänge um die Verlegung des Klosters von Lahde nach Lemgo in acht Szenen festgehalten. 
Vier Frauen – die Priorin Johanna und die Schwestern Adelheid, Elisabeth und Richedis – hatten diesen Teppich angefertigt. Johanna, so stand es auf dem Teppich selbst „gibt mir die Gesichter“ (Namque priorissa facies michi datque Johanna). Erich Kittel versteht facies als Hinweis darauf, dass es Johanna war die für die Gesichter der auf dem Teppich abgebildeten Personen zuständig war. Er schränkt ein, dass es wohl nicht die „betagte Priorin“ selbst war, die die Gesichter stickte. Möglicherweise ist facies auch so zu verstehen, dass Johanna das Konzept des Teppichs entworfen hatte.
Judy Chicago widmete „Joanna“ eine Inschrift auf den dreieckigen Bodenfliesen des Heritage Floor ihrer 1974 bis 1979 entstandenen Installation The Dinner Party. Die mit dem Namen Joanna beschrifteten Porzellanfliesen sind dem Platz mit dem Gedeck für Hrotsvit zugeordnet.

## Geschichte des Klosters Lahde
Das Frauenkloster bei Lahde, gegründet im Jahr 1265,  war die vierte Gründung eines Frauenkonvents in Westfalen durch die Dominikaner. Aus der Zeit der Klostergründung sind mehrere Urkunden erhalten, die im Westfälischen Urkundenbuch in den Bänden VI und X publiziert sind. Zudem existieren zwei Klosterchroniken: Die Chronica monasterii in Lothen dioecesis Mindensis, post in opidum Lemgo translati aus dem 16. Jahrhundert, geschrieben von Heinrich Meibom dem Älteren und die Lemgoer Klosterchronik von Ernst Backhaus aus dem Jahr 1531.
Die ersten Nonnen des Klosters in Lahde kamen aus dem Dominikanerinnenkloster Paradies vor Soest (der Name des heutigen Ortsteils Paradiese geht auf die Zeit des Konvents zurück) und aus dem Dominikanerinnenkloster Wiederstedt im Landkreis Mansfeld. Wie viele Nonnen im Kloster St. Marien lebten, ist nicht bekannt: Vier Schwestern kamen aus Wiederstedt, zwei von ihnen bleiben; die Zahl der aus Soest stammenden Schwestern ist unbekannt.
Recht bald nach der Gründung des Klosters war es zahlreichen Anfeindungen ausgesetzt: Im Jahr 1272 wurden „ … Übeltäter und Bedränger des Klosters exkommuniziert“. Die Verfolgung ging laut der chronikalischen Überlieferung von Heinrich vom Berge, dem Sohn des Klosterstifters Wedekind vom Berge (bis 1268 nachweisbar) und Friedrich von Riedberg aus.
Um an sie erhobenen Besitzansprüchen und weiteren Anfeindungen zu entgehen, baten die Nonnen um einen Ortswechsel und eine Verlegung ihres Klosters an einen anderen Ort. Zu Hilfe kam ihnen dabei der Mindener Dominikanerprior Johann von dem Bussche: Er suchte den zu dieser Zeit inhaftierten Landesherrn der Herrschaft Lippe Simon I. zur Lippe (um 1261 bis 1344) auf und zahlte das Lösegeld für dessen  Befreiung aus der Gefangenschaft. Dafür erhielt der Dominikanerorden die Klosterstätte an der Marienkirche in Lemgo und das Patronatsrecht über die Lemgoer Kirchen.
Im Jahr 1306 wurde das Kloster Lahde nach Lemgo überführt und die 40 Dominikanerinnen aus Lahde feierlich in der Stadt empfangen. Die Vorgänge während der Überführung des Klosters sind in den Klosterchroniken geschildert. Eine Teilübersetzung des lateinischen Textes bietet Erich Kittel.